# روي دياز
روي دياز (18 أكتوبر 1952 بكولمبو في سريلانكا - ) هو لاعب كريكت سريلانكي. شارك مع منتخب سريلانكا الوطني للكريكت. أما مع النوادي، فقد لعب مع Colombo Cricket Club ‏.

## وصلات خارجية
- روي دياز على موقع إي آس بي آن كريك إنفو (الإنجليزية)